# 森忠明
森 忠明（もり ただあき、1948年5月11日 - ）は、日本の詩人、童話作家。東京都立川市出身、あきる野市在住。大東文化大学日本文学科中退。弟子に園田英樹、長原啓子などがいる。

## 略歴
- 昭和40年（1965年）、「高3コース」4月号に投稿した詩が入選する（選者は寺山修司）。
- 昭和41年（1966年）、寺山修司に師事し、詩と脚本を学ぶ。
- 昭和42年（1967年）、天井桟敷文芸演出部に入部。
- 昭和43年（1968年）、大東文化大学中退。
- 昭和44年（1969年）、天井桟敷を離れ、タツノコプロを経てフリーになる。
- 昭和48年（1973年）、『ボビーよぼくの心を走れ』が73児童演劇脚本募集でNHK賞を受賞。
- 昭和52年（1977年）、『きみはサヨナラ族か』がNHK少年ドラマシリーズで放映される。
- 昭和62年（1987年）、『へびいちごをめしあがれ』で新美南吉児童文学賞受賞。
- 昭和63年（1988年）、『びわの実学校』の同人となる。大石真に師事。
- 平成3年（1991年）、『ホーン岬まで』で野間児童文芸賞受賞。
- 平成10年（1998年）、『グリーン・アイズ』で赤い鳥文学賞受賞。
- 平成13年（2001年）、関東医療少年院にて少年院講師を3回担当。神戸連続児童殺傷事件の「少年A」と面談。「少年A」より小説「瞹想笑いに手には名刺を」を提出される。のちに『ともきたる　空谷跫音録』にて「少年A」の著作『絶歌』を批判的に扱っている。

## 作品

### 童話
- あしたのぼくらはだれだろう（挿画：岩淵慶造・金の星社、1975年）
- きみはサヨナラ族か（挿画：かみやしん・金の星社、1976年）
- 風はおまえをわすれない（挿画：おぼまこと・文研出版、1977年）
- 悪友ものがたり（挿画：田中秀幸・文研出版、1979年）
- 花をくわえてどこへゆく（挿画：小林与志・文研出版、1981年）
- シンドバッドの冒険（おぼまこと・公文数学研究センター、1981年）
- こんなひとはめったにいない（挿画：渡辺三郎・童心社、1983年）
- ぼくが弟だったとき（挿画：牧野鈴子・秋書房、1985年）
- 少年時代の画集（挿画：藤川秀之・講談社、1985年）
- へびいちごをめしあがれ（挿画：ユノセイイチ・草土文化、1986年）
- ふたりのバッハ（挿画：箕田美子・日本標準、1987年）
- その日が来る（挿画：阿部中夫・国土社、1987年）
- みねうちごっこ（挿画：渡辺洋二・小峰書店、1989年）
- ホーン岬まで（挿画：藤川秀之・くもん出版、1990年）
- どてかぼちゃ戦争（挿画：小池ヒロ・佼成出版、1992年）
- あいつのリンドバーグ・ジャケット（挿画：狩野富貴子・教育画劇、1993年）
- 森のおばあさん（挿画：石倉欣二・佼成出版、1994年）
- ローン・レンジャーの思い出（挿画：藤川秀之・文渓堂、1994年）
- 安寿と厨子王（堀泰明・京の絵本刊行委員会・同朋舎出版、1994年）
- 小さな蘭に-パパの大切なひとたちのこと-（挿画：クニモトミチコ・ポプラ社、1996年）
- グリーン・アイズ（挿画：狩野富貴子・小峰書店、1997年）
- 末弱記者 すえよわきしゃ（挿画：鷲見可弥・Tuulee、2022年）

### 詩集
- ハイティーン詩集（書肆楽々、2001年）

### 随筆
- ねながれ記（銀の鈴社、2002年）
- タチカワ誰故草（えくてびあん編集工房、2007年）
- ともきたる　空谷跫音録（翰林書房、2016年）

### アンソロジー
- いじわる給食当番三年生（ポプラ社・1984年）
- ぼくのトイレ作戦三年生（ポプラ社・1987年）
- ある少女の手紙（岩崎書店・1989年）
- だれかを好きになった日に読む本（偕成社・1990年）
- 学校へ行きたくない日に読む本（偕成社・1990年）
- 音楽をききながら読む本（偕成社・1990年）
- 現代童話V（福武文庫・1991年）
- うそをついた日に読む本（偕成社・1992年）
- 三振をした日に読む本（偕成社・1992年）
- 新潮現代童話館2（新潮文庫・1992年）
- ぞうのサーカス（国土社・1992年）
- 葬式KIDS（太郎次郎社・1994年）
- ガラスの小びん（光村図書出版・2002年）
- 読書の時間によむ本　小学6年生（ポプラ社・2003年）
- 「酒鬼薔薇聖斗」への手紙　生きていく人として（宝島社・2003年）

## その他

### 文芸担当
- 「樫の木モック」（1972年・タツノコプロ、フジテレビ）
- 「昆虫物語 みなしごハッチ」（1970年・タツノコプロ、日本テレビ）
- 「いなかっぺ大将」（1970年〜72年・タツノコプロ、フジテレビ）

### 戯曲・脚色
- 夜嵐スーパーマン母殺し（天井棧敷公演『書を捨てよ町へ出よう』より）
- ボビーよぼくの心を走れ（1973年4月、NHK賞受賞作）
- 星くずのたずねびと（東京放送児童劇団上演作品、1974年12月上演）
- タローよきみの夢へ旅立て（上記2作品とともに日栄出版「児童演劇の本」へ収録）
- 蛙のゴム靴（宮沢賢治・原作）
- 地球で愛したことがある（1980年8月22～23日、NHK東京児童劇団）
- パール街の万年歩兵（モルナール・原作、1983年8月19～20日、NHK東京児童劇団）
- シアワセナオシ十万年（園田英樹との共作、2017年8月21～22日、NHK東京児童劇団）
- モミクシの東京ミッション（2019年8月24～25日、NHK東京児童劇団）

### 作詞
- 食卓の風景（作曲：加川良、東京キッドブラザース「十月は黄昏の国」劇中歌）
- 人に生まれて（作曲：加川良、〃）

### 跋文・序文・そのほか
- ゼロの殺処分（中田満帆「38wの紙片 中田満帆詩撰集」、a missing person's press、2014年）
- 何時来るか、キィ・スミス（中田満帆「世界の果ての駅舎 詩群2014-2016」、a missing person's press、2018年）
- 星蝕詠嘆集 Eclipse Arioso 中田満帆歌集（題名・撰歌・監修、a missing person's press、2019年）